# Villacerf
Villacerf é uma comuna francesa na região administrativa de Grande Leste, no departamento de Aube. Estende-se por uma área de 9,64 km². Em 2010 a comuna tinha 602 habitantes (densidade: 62,4 hab./km²).